# Borgis
Non Plus Ultra (2 Punkt)
Microscopique (2,5 Punkt)
Brilliant (3 Punkt)
Diamant (4 Punkt)
Perl (5 Punkt)
Nonpareille (6 Punkt)
Insertio (6,5 Punkt)
Kolonel (7 Punkt)
Petit (8 Punkt)
Borgis (9 Punkt)
Korpus (10 Punkt)
Rheinländer (11 Punkt)
Cicero (12 Punkt)
Mittel (14 Punkt)
Tertia (16 Punkt)
Paragon (18 Punkt)
Text (20 Punkt)
Kanon (36 Punkt)
Konkordanz (48 Punkt)
Sabon (60 Punkt)
Die Borgis ist ein Schriftgrad im Bleisatz mit einer Kegelhöhe von neun Didot-Punkten, das entspricht 3,384 mm. Die Entsprechung in neun DTP-Punkten misst 3,175 mm.
Der Name Borgis oder Bourgeois kommt aus dem Französischen und bedeutet „die Bürgerliche“. Ihren Namen soll sie durch den berühmten französischen Buchdrucker Geofroy Tory erhalten haben, der in dieser Schriftgröße kleine, aber schmucke Bücher für die „Bürgerlichen“ druckte. Die Schriftgröße selbst findet sich erstmals 1498 in einem Buch aus Venedig. Der Schriftgrad wurde nur ausnahmsweise auf einen Neun-Punkt-Kegel gegossen. Meistens verwendete man einen Zehn-Punkt-Kegel und versah ihn mit einer zusätzlichen Signatur, um Verwechslungen zu vermeiden.
Schriftmaße haben in vielen europäischen Ländern andere Namen oder gleiche Namen bezeichnen unterschiedliche Kegelhöhen. Schriften dieser Größe heißen in Frankreich Petit Romain, in Holland Garmond, in England Bourgeois, in Spanien Breviario und in Italien Gagliarda.